# اوپسانا سینگ
اوپسانا سینگ (به انگلیسی: Upasana Singh) (زاده ۲۹ ژوئن ۱۹۷۵) بازیگر هندی است.
از فیلم‌های معروف او می‌توان به فیلم‌های تقوا، رقصنده خیابانی ۳، گچ و تخته پاک‌کن، هنگامه، به آن سوی ماه بروید، عشق زندگی است، بابلی بانسر و همه ما دزد هستیم اشاره کرد.